# Carneodon laevipennis
Carneodon laevipennis är en skalbaggsart som beskrevs av Blackburn 1896. Carneodon laevipennis ingår i släktet Carneodon och familjen Dynastidae. Inga underarter finns listade.